# Амангельдиев, Данияр Джолдошевич
Данияр Джолдошевич Амангельдиев (род. 30 марта 1982, с. Чуй, Чуйская область) — государственный деятель Кыргызстана, первый заместитель Председателя Кабинета министров Кыргызстана с 18 декабря 2024 года. Министр экономики и коммерции (13 октября 2021 — 16 декабря 2024). Заслуженный экономист Кыргызской Республики (2024).

## Биография

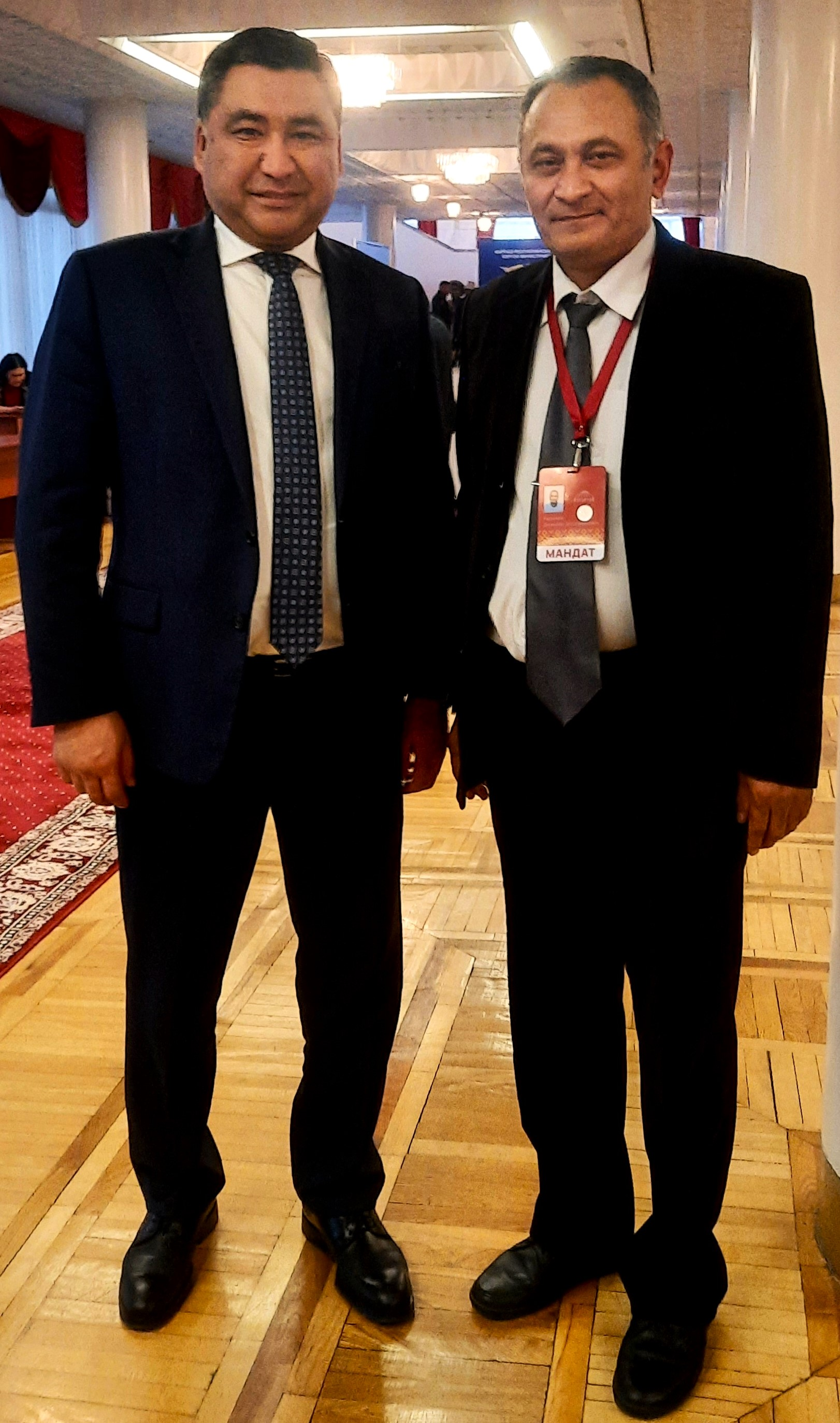
Первый заместитель председателя Кабинета Министров Кыргызстана Данияр Амангельдиев с депутатом Ошского городского Кенеша Дилмурадом Рахмановым. Бишкек. 20 декабря 2024 года

Родился 30 марта 1982 года в селе Чуй Чуйской области.
В 2003 году окончил экономический факультет Киргизского национального университета имени Жусупа Баласагына по специальности «бухгалтерский учёт и аудит».
Послужной список:
- 2003—2004 — специалист отдела планирования и оценки проектов программы государственных инвестиций Департамента инвестиционной политики Министерства финансов КР;
- 2004—2006 — ведущий специалист отдела сотрудничества с международными финансовыми организациями Министерства экономического развития, промышленности и торговли КР;
- 2006—2007 — главный специалист, заместитель начальника отдела международного сотрудничества Министерства промышленности, торговли и туризма КР;
- 2007 — главный специалист отдела планирования и оценки проектов программы государственных инвестиций Управления программы государственных инвестиций Министерства экономики и финансов КР, помощник министра;
- 2007—2010 — главный специалист торгового представительства Киргизии в России;
- 2010—2012 — и. о. заместителя руководителя торгового представительства КР в России;
- 2012—2013 — заведующий отделом капитальных вложений, заведующий отделом местных бюджетов Управления межбюджетных отношений Министерства финансов КР;
- 2013 — начальник Управления планирования расходов государственного сектора Министерства финансов КР, член коллегии Минфина;
- 17 марта 2018 — 2020 — мэр города Токмок;
- 2021 — заместитель министра экономики и финансов.
- С 13 октября 2021 по 16 декабря 2024 года — министр экономики и коммерции Республики Кыргызстан[3].
- С 16 по 18 декабря 2024 года — исполняющий обязанности первого заместителя Председателя Кабинета министров Кыргызской Республики[4].
- С 18 декабря 2024 года — первый заместитель Председателя Кабинета министров Кыргызской Республики[5].

## Личная жизнь
Женат.

## Награды
- Заслуженный экономист Кыргызской Республики (2024)[2].
- Медаль «10 лет Евразийскому экономическому союзу» (26 декабря 2024 года)[7].
- Почётная грамота Кабинета Министров Кыргызской Республики (7 июня 2022 года) — за добросовестную работу, значительный вклад в развитие экономики Кыргызской Республики, а также в связи с Днём финансовых и экономических работников Кыргызской Республики[8]